# ZOZOテクノロジーズ
株式会社ZOZOテクノロジーズ（英:ZOZO Technologies, Inc. ）は、東京都渋谷区に本社を置く日本の企業。アパレルのオンラインショッピングサイト、ZOZOTOWN（ゾゾタウン）を運営するZOZOが発行済株式総数の100％を所有する子会社。ZOZOTOWNの開発・運用を行っている。社長は久保田竜弥（2017年6月から）。

## 沿革
- 2000年（平成12年）
  - 12月 - 伊藤ハムの創業一家の出身の伊藤正裕が17歳で設立[2]。Javaベースの3Dをコアとしたソリューション及びサービスを、自動車、電機、小売、通信、出版業界等へ販売開始する。設立時の称号は株式会社ヤッパ。社名の由来は「やっぱり」の「やっぱ」から。
- 2001年（平成13年）
  - 5月 - 3Dグラフィック技術を保有するイスラエルの3Di社と契約（その後買収）。Javaベースの3Dをコアとしたソリューション及びサービスを、自動車、電機、小売、通信、出版業界等へ販売開始する[2]。
- 2005年（平成17年）
  - 9月 - 産経新聞の電子化配信を開始[3]
- 2008年（平成20年）
  - 4月 - エフェクトエンジンSpinUIをウィルコム向けに提供[4]。
- 2009年（平成21年）
  - 4月 - 手塚治虫作品を販売する「手塚治虫マガジンShop」を公開[5][6] 。
  - 9月 - 電通と電子雑誌販売サービス「マガストア」を公開[7]。
- 2011年（平成23年）
  - 6月 - エフェクトエンジンSpinUIをKDDI向けに提供[8]。
- 2014年（平成26年）
  - 7月 - スタートトゥデイが発行済みの全株式を取得する事が発表され[9]、同年10月に同社の傘下入りした。
- 2015年（平成27年）
  - 12月 - 「株式会社ヤッパ」から「株式会社スタートトゥデイ工務店」に社名を変更[10]。スタートトゥデイより、エンジニア/デザイナー/アナリスト約100名が転籍。
- 2018年（平成30年）
  - 4月 - 株式会社VASILY及び株式会社カラクルを吸収合併し、「株式会社スタートトゥデイ工務店」から「株式会社スタートトゥデイテクノロジーズ」に社名を変更[11]。
  - 10月 - 社名を「株式会社スタートトゥデイテクノロジーズ」から「株式会社ZOZOテクノロジーズ」に社名変更[12]。
- 2021年（令和3年）
  - 10月 - ZOZOグループが展開するサービスの運用や技術開発を担う「ZOZOテクノロジーズ」のテクノロジー研究開発以外の全事業部門をZOZOに集約。商号を「株式会社ZOZO NEXT」に変更。